# MEF2A
El factor potenciador específico de miocito 2A (MEF2A, de sus siglas en inglés "Myocyte-specific enhancer factor 2A") es un proteína que, en humanos, es codificada por el gen mef2A. MEF2A es un factor de transcripción de la familia Mef2. En humanos, el gen mef2A está localizado en el locus cromosómico 15q26.3. Se ha descrito que ciertas mutaciones de mef2A son las causantes de algunas patologías autosómicas dominantes relacionadas con el infarto de miocardio y con la cardiopatía isquémica.
El estudio del proceso de diferenciación desde las células precursoras del mesodermo al mioblasto ha llevado al descubrimiento de gran variedad de factores específicos de tejido que regulan la expresión génica en el músculo. Entre los factores identificados cabe destacar las proteínas miogénicas con un dominio hélice-bucle-hélice, como MyoD (MIM 159970), miogenina (MIM 159980), MYF5 (MIM 159990) y MRF4 (MIM 159991). Una segunda clase de proteínas reguladoras de unión a ADN es la familia de factores potenciadores específicos de miocito 2 (MEF2). Cada una de estas proteínas se une a la secuencia diana de MEF2 en el ADN, la cual se encuentra presente en las regiones reguladoras de muchos, sino todos, genes específicos de músculo. Los genes mef2 pertenecen a la familia de genes MADS (llamados así por el factor de transcripción de levadura MCM1, por los genes homeóticos de planta agamous y deficiens y por el factor de respuesta sérica humano SRF (MIM 600589)), una familia que también incluye varios genes homeóticos y otros factores de transcripción, todos los cuales comparten un dominio de unión a ADN conservado.

## Interacciones
El factor potenciador específico de miocito 2A ha demostrado ser capaz de interaccionar con:
- HDAC9[3][4]
- MEF2D[5]
- MAPK14[6][7]
- Histona deacetilasa 5[4]
- EP300[8]
- ASCL1[9]
- HDAC4[3][4]
- Receptor de hormona tiroidea alfa[8]
- SMAD2[10]